# Anggun
Anggun Cipta Casmi (29. travnja 1974., Jakarta, Indonezija) je indonezijska pjevačica, koja je stekla francusko državljanstvo. 
Ona je kći Darto Singoa, indonežanskoga umjetnika i Dien Herdine (domaćice). Karijeru je započela pojavljivanjima na sceni sa sedam godina. Snimila je album za djecu nakon dvije godine. Pod vodstvom producenta Ijan Antonoa, Angugn je snimila svoj prvi studijski album u Indoneziji, pod nazivom Svijet je moj, 1986. godine. 
Anggun je prva indonežanska pjevačica s uspjehom na međunarodnoj glazbenoj sceni. Ukupno je prodala oko 10 milijuna albuma u Indoneziji i na međunarodnoj sceni. Anggun je azijska umjetnica s najvećom prodajom albuma izvan Azije. Njeni albumi osvojili su zlatne i platinske nagrade u nekoliko europskih zemalja. Prva je indonezijska umjetnica, koja se pojavila na europskim i američkim glazbenim ljestvicama. Za svoja postignuća primila je niz priznanja, uključujući "Chevalier des Arts et Lettres" od Vlade Francuske, Svjetsku glazbenu nagradu za najprodavanijeg svjetskog umjetnika iz Indonezije i Nagradu azijske televizije za izuzetan doprinos izvedbi azijske televizije. Također je postala prva Indonežanka, koju je muzej voštanih figura Madame Tussauds ovjekovječio u vosku. Osim svoje glazbene karijere, Anggun je dva puta imenovana za globalnu ambasadoricu Ujedinjenih naroda, prvo za Međunarodnu godinu mikrokredita 2005., a zatim za Organizaciju za hranu i poljoprivredu (FAO) od 2009. nadalje.
Predstavljala je Francusku na Pjesmi Eurovizije 2012.